# Аю-Искан
Аю-Искан (рос. Аю-Ыскан) — печера в Башкортостані, Росія. Печера вертикального типу простягання. Загальна протяжність — 161 м. Глибина печери становить 47 м. Категорія складності проходження ходів печери — 2А. Печера відноситься до Зилімо-Аскинського підрайону Зилімо-Інзерського району Південної області Західноуральської спелеологічної провінції.